# Trochomorpha melvillensis
Trochomorpha melvillensis är en snäckart som beskrevs av Alan Solem 1988. Trochomorpha melvillensis ingår i släktet Trochomorpha och familjen Trochomorphidae. IUCN kategoriserar arten globalt som nära hotad. Inga underarter finns listade i Catalogue of Life.